# Christopher Robin (filme)
Christopher Robin (bra: Christopher Robin - Um Reencontro Inesquecível; prt: Christopher Robin) é um filme estadunidense de 2018, do gênero comédia dramático-musical-aventuresco-fantástica, dirigido por Marc Forster, com roteiro de Alex Ross Perry, Tom McCarthy e Allison Schroeder baseados no livro Winnie-the-Pooh, de A. A. Milne e E. H. Shepard.

## Sinopse
Christopher Robin, agora um adulto, tenta ajudar o Ursinho Pooh a encontrar seus amigos - Tigrão, Bisonho, Coruja, Leitão, Coelho e os outros. Uma vez que Pooh os encontra, o amável urso e sua turma viajam a Londres para ajudar Christopher a redescobrir a alegria da vida.

## Elenco
- Ewan McGregor como Christopher Robin, um empresário que trabalha como especialista em eficiência na Winslow Luggages, que já foi um garoto imaginativo.
  - Orton O'Brien como o jovem Christopher Robin[12]
- Hayley Atwell como Evelyn Robin, esposa de Christopher que trabalha como arquiteta
- Bronte Carmichael como Madeline Robin, filha de Christopher
  - Elsa Minell Solak retrata Madeline de 3 anos
- Mark Gatiss como Giles Winslow Jr., chefe de Christopher na Winslow Luggages
- Oliver Ford Davies como Old Man Winslow, o pai de Giles Winslow Jr.
- Ronke Adekoluejo como Katherine Dane
- Adrian Scarborough como Hal Gallsworthy
- Roger Ashton-Griffiths como Ralph Butterworth
- Ken Nwosu como Paul Hastings
- John Dagleish como Matthew Leadbetter
- Amanda Lawrence como Joan MacMillan
- Katy Carmichael como mãe de Christopher Robin
- Tristan Sturrock como o pai de Christopher Robin
- Paul Chahidi como Cecil Hungerford
- Matt Berry como Policial Bobby
- Simon Farnaby como taxista
- Mackenzie Crook como vendedor de jornal

### Vozes
- Jim Cummings como Ursinho Pooh e Tigrão[11][12]
- Brad Garrett como Ió
- Nick Mohammed como Leitão
- Peter Capaldi como Coelho
- Sophie Okonedo como Can
- Sara Sheen como Guru[13]
- Toby Jones como Corujão

## Produção

### Desenvolvimento
Em 2 de abril de 2015, a Walt Disney Pictures anunciou que uma adaptação live-action baseado nos personagens da franquia Winnie the Pooh estava em desenvolvimento e levaria um padrão semelhante ao de Alice no País das Maravilhas, de 2014, Maleficent de 2014 e Cinderela de 2015. Alex Ross Perry foi contratado para escrever o roteiro e Brigham Taylor para produzir o filme, sobre um Christopher Robin adulto retornando ao Bosque dos 100 Acres para passar um tempo com Pooh e sua turma. Em 18 de novembro de 2016, foi relatado que o estúdio havia contratado Marc Forster para dirigir o filme, intitulado Christopher Robin, e o projeto teria "elementos fortes de realismo mágico ao tentar contar uma jornada emocional com uma aventura reconfortante". Em 1º de março de 2017, Tom McCarthy foi contratado para reescrever o roteiro existente.

### Escolha de elenco
Em 26 de abril de 2017, Ewan McGregor foi anunciado para interpretar o personagem-título, enquanto Allison Schroeder foi recrutado para fazer um trabalho adicional no roteiro. Em 22 de junho de 2017, foi revelado que Gemma Arterton estava em negociações para retratar a esposa do personagem-título, mas, finalmente, ela passou o papel. Em agosto e setembro de 2017, Hayley Atwell e Mark Gatiss foram escalados como Evelyn, esposa de Christopher Robin e Giles Winslow, chefe de Christopher Robin, enquanto Brad Garrett e Nick Mohammed foram escalados para Bisonho e Leitão com Jim Cummings reprisando seus papéis como Ursinho Pooh e Tigrão. Em janeiro de 2018, Peter Capaldi, Sophie Okonedo e Toby Jones foram escalados como Abel, Can e Corujão respectivamente. Chris O'Dowd foi originalmente anunciado como a voz de Tigrão, mas mais tarde deixou o cargo depois que o público em exibições de testes reagiu negativamente em relação a como ele expressou o personagem e foi substituído por Cummings.

### Filmagens
As filmagens do filme começaram no início de agosto de 2017, no Reino Unido, e concluída em 4 de novembro de 2017. Grande parte das filmagens das cenas do Bosque dos 100 Acres ocorreu na Floresta de Ashdown, que foi a inspiração original para o cenário, assim como o Windsor Great Park.

### Música
Jóhann Jóhannsson foi contratado ser o compositor do filme, pouco antes de sua morte em 9 de fevereiro de 2018. O filme é dedicado à sua memória. Klaus Badelt foi anunciado assumindo as funções de composição de Jóhannsson, mas o resultado foi escrito por Geoff Zanelli e Jon Brion. Em um evento da Academia de Artes e Ciências Cinematográficas, o compositor e lenda da Disney, Richard M. Sherman, revelou que o filme apresentaria o icônico tema "Winnie the Pooh", e que ele estava trabalhando em três novas músicas para o filme, intitulado "Goodbye Farewell", "Busy Doing Nothing" e "Christopher Robin", com o primeiro sendo realizado pelo elenco de voz, e os dois últimos por Sherman. "Up, Down e Touch the Ground" e "The Wonderful Thing About Tiggers" também estão incluídos no filme. A trilha sonora do filme, com a trilha sonora de Zanelli e Brion, e as canções de Sherman, foi lançada em 3 de agosto de 2018

#### Lista de músicas
Todas as faixas escritas e compostas por Geoff Zanelli e Jon Brion exceto onde indicado. 
| N.º | Título                                              | Artista                                                                                           | Duração |  |
| 1.  | "Storybook"                                         |                                                                                                   | 1:22    |  |
| 2.  | "Goodbye Farewell"                                  | Jim Cummings, Brad Garrett, Toby Jones, Peter Capaldi, Sophie Okonedo, Nick Mohammed & Sara Sheen | 1:19    |  |
| 3.  | "Not Doing Nothing Anymore"                         |                                                                                                   | 2:49    |  |
| 4.  | "I Would Have Liked It to Go on For a While Longer" |                                                                                                   | 2:04    |  |
| 5.  | "Chapters"                                          |                                                                                                   | 2:59    |  |
| 6.  | "Evelyn Goes It Alone"                              |                                                                                                   | 2:33    |  |
| 7.  | "Easy to Lose Your Way on a Foggy Day"              |                                                                                                   | 2:04    |  |
| 8.  | "Througth the Tree"                                 |                                                                                                   | 1:25    |  |
| 9.  | "It's Not Stress, It's Pooh"                        |                                                                                                   | 1:28    |  |
| 10. | "Train Station"                                     |                                                                                                   | 2:28    |  |
| 11. | "Sussex"                                            |                                                                                                   | 1:12    |  |
| 12. | "Returning to the Hundred Acre Wood"                |                                                                                                   | 4:26    |  |
| 13. | "Did You Let Me Go?"                                |                                                                                                   | 3:37    |  |
| 14. | "Swimmer or Sinker"                                 |                                                                                                   | 2:11    |  |
| 15. | "Heffalump Battle"                                  |                                                                                                   | 1:30    |  |
| 16. | "Is It Christopher Robin?"                          |                                                                                                   | 1:40    |  |
| 17. | "But I Found You, Didn't I?"                        |                                                                                                   | 2:35    |  |
| 18. | "Madelyn's Red Balloon"                             |                                                                                                   | 0:54    |  |
| 19. | "Expotition to London"                              |                                                                                                   | 4:14    |  |
| 20. | "Nothing Ever Bad Came from Bouncing"               |                                                                                                   | 1:40    |  |
| 21. | "A Father of Very Little Brain"                     |                                                                                                   | 3:34    |  |
| 22. | "My Favorite Day"                                   |                                                                                                   | 2:43    |  |
| 23. | "I Do Nothing Every Day"                            |                                                                                                   | 2:57    |  |
| 24. | "Busy Doing Nothing"                                | Richard M. Sherman                                                                                | 0:45    |  |
| 25. | "Christopher Robin"                                 | Richard M. Sherman                                                                                | 1:18    |  |

## Lançamento
Christopher Robin estreou em Burbank (Califórnia), em 30 de julho de 2018, e foi lançado comercialmente em 3 de agosto de 2018 pela Walt Disney Studios Motion Pictures. O filme foi negado na China, como alguns especularam que foi devido a internautas chineses terem feito comparações entre Winnie the Pooh e o líder chinês Xi Jinping desde meados de 2017. Outros especialistas da indústria especulam que isso se deve a outras razões, como o tamanho do filme e a presença de outros filmes de Hollywood no mercado.
O filme arrecadou mais de US$ 164 milhões em todo o mundo e recebeu críticas positivas da crítica, com elogios às performances de McGregor e Cummings, trilha sonora e efeitos visuais.

### Marketing
O primeiro cartaz de teaser do filme foi lançado em 5 de março de 2018, e o primeiro trailer foi lançado no dia seguinte.
Em 24 de maio de 2018, foi anunciado que o trailer completo iria estrear no dia seguinte durante a aparição de McGregor no The Ellen DeGeneres Show.

## Recepção

### Crítica
No agregador de críticas dos Estados Unidos, o Rotten Tomatoes, na pontuação onde a equipe do site categoriza as opiniões da grande mídia e da mídia independente apenas como positivas ou negativas, o filme tem um índice de aprovação de 72% calculado com base em 275 comentários dos críticos. Por comparação, com as mesmas opiniões sendo calculadas usando uma média aritmética ponderada, a nota alcançada é 6.2/10 que é seguida do consenso dizendo que "Christopher Robin pode não ser igual às histórias de AA Milne - ou suas adaptações animadas da Disney - mas deve ser doce o suficiente para o público que procura um pouco de magia infantil".
Em outro agregador de críticas também dos Estados Unidos, o Metacritic, que calcula as notas das opiniões usando somente uma média aritmética ponderada de determinados veículos de comunicação em maior parte da grande mídia, o filme tem 43 avaliações da imprensa anexadas no site e uma pontuação de 60 entre 100, com a indicação de "revisões mistas ou neutras".

### Público
O público pesquisado pelo CinemaScore deu ao filme uma nota média de "A" em uma escala de A+ a F, enquanto o PostTrak relatou que os espectadores deram 4,5 de 5 estrelas.